# Gunungiella chodachi
Gunungiella chodachi är en nattsländeart som beskrevs av Schmid 1968. Gunungiella chodachi ingår i släktet Gunungiella och familjen stengömmenattsländor. Inga underarter finns listade i Catalogue of Life.